# Seututie 332
Pour les articles homonymes, voir Route 332.
La route régionale 332 (finnois : Seututie 332) est une route régionale allant de Parkano jusqu'à Kuru à  Ylöjärvi en Finlande,,.

## Présentation
La seututie 332 est une route régionale de Pirkanmaa.